# Grewia thikaensis
Grewia thikaensis är en malvaväxtart som beskrevs av C. Whitehouse. Grewia thikaensis ingår i släktet Grewia och familjen malvaväxter. Inga underarter finns listade i Catalogue of Life.